# Jan Severa
Jan Severa (14. listopadu 1937 Praha – 7. března 2022 Praha) byl český restaurátor, grafik, malíř a fotograf.

## Životopis
Jaroslav Severa absolvoval Střední průmyslovou školu bytové kultury a v letech 1958-1964 studoval na Akademii výtvarných umění v Praze u prof. Vlastimila Rady a prof. Vojtěcha Tittelbacha. Od roku 1966 do roku 1970 se pravidelně účastnil výstav mladých výtvarníků, organizovaných SČSVU. K jeho vrstevníkům patřili např. Rudolf Němec, Zbyšek Sion, Jiří Načeradský nebo Jiří Sopko. Samostatně vystavoval poprvé roku 1967 v Norsku. V době normalizace ztratil možnost vystavovat a pracoval jako restaurátor nástěnných maleb. V 70. letech realizoval některé své návrhy v architektuře.
Roku 1984 vystudoval postgraduálně restaurování u prof. Jiřího Toroně.

## Dílo
V době, kdy Jaroslav Severa končil svá studia, se po vlně strukturální abstrakce prosazovala nová figurace. V polovině 60. let byli studenti díky svobodnější atmosféře a obnoveným stykům se zahraničím lépe obeznámeni s moderními výtvarnými tendencemi v západních zemích a řadu z nich ovlivnili umělci jako byl Francis Bacon.
Severu od počátku zajímala lidská figura jako subjekt existenciálních situací. Od počátku 70. let se věnoval převážně kresbě a v průběhu 80. let se vrátil až v 80. letech. Jeho obrazy malované robustními gesty a výraznými barvami zachycují figuru v pohybu a v prostoru, který není nijak definován. V souznění s tehdejší tvorbou jeho generačních vrstevníků jsou v nich přítomny rysy ironie a grotesknosti.
Tvorba z let po přelomu tisíciletí se vyznačuje výraznou barevností a uvolněným malířským rukopisem. Jeho dlouholetá zkušenost s restaurováním se odráží ve specifickém koloritu i v proměnlivosti iluzivních architektur, do nichž jsou figury zasazeny. Klíčem k dynamickým proměnám jeho figur může být název obrazu Hermes Trismegistos (2017-2019), poukazující k větě hermetického mytického učence zaznamenané na tzv. Smaragdové desce: „To, co jest nahoře, jest také to, co jest dole“?

### Restaurátorské práce
- Zámek Český Krumlov
- Zámek Troja, Praha
- Cisterciácký klášter Osek
- Bazilika sv. Markéty, Břevnovský klášter
- kostel Panny Marie Vítězné na Bílé hoře
- Zámek Nové Město nad Metují
- Zámek Litomyšl
- kostel Zvěstování Panny Marie v Šumperku

### Zastoupení ve sbírkách
- Národní galerie v Praze
- Severočeská galerie výtvarného umění v Litoměřicích
- Galerie Klatovy / Klenová

### Výstavy

#### Autorské
- 1967 Reekumgalerij, Apeldooprn, Norsko (s J. Severovou a D. Puchnarovou)
- 1968 Galerie Zelle, Reutlingen, Německo (s J. Severovou)
- 2020 Galerie Navrátil, Praha
- 2021 Jan Severa: Obrazy, Galerie Synagoga, Hranice[6]
- 2022 Jan Severa, Karel Pauzer: Desmotropie, Galerie Nová síň, Praha

#### Kolektivní (výběr)
- 1966/ Výstava mladých / Exposition des jeunes, Dům pánů z Kunštátu, Brno (k příležitosti IX. Mezinárodního kongresu výtvarných kritiků AICA)
- 1967 Výstava mladých ´67, Výstavní síň Ústředí lidové umělecké výroby (ÚLUV), Praha
- 1968 Výstava mladých ´68, Výstavní síň Ústředí lidové umělecké výroby (ÚLUV), Praha
- 1969 Výstava mladých ´69, Výstavní síň Ústředí lidové umělecké výroby (ÚLUV), Praha
- 1969 2. pražský salón obrazů, soch a grafik, Dům U Hybernů, Praha
- 1970 Výstava mladých ´70, Mánes, Praha
- 1988 Salón pražských výtvarných umělců '88, Park kultury, Praha
- 1989 Restaurátorské umění 1948-1988, Mánes, Praha
- 1993/1994 Nová figurace, Severočeská galerie výtvarného umění v Litoměřicích, Východočeská galerie, Pardubice, Moravská galerie v Brně, Dům umění, Opava, Oblastní galerie Vysočiny v Jihlavě
- 1999/2000 Umění zrychleného času. Česká výtvarná scéna 1958 - 1968, Praha, Galerie výtvarného umění, Cheb
- 2008/2009	Autoportrét v českém umění 20. a 21. století / Self-portrait in the Czech Art of the 20th a 21st century, Alšova jihočeská galerie v Hluboké nad Vltavou, Galerie moderního umění, Hradec Králové